# Mouvement des enclosures

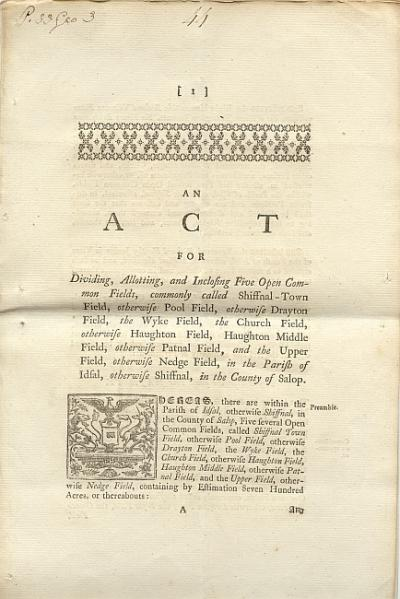
Un acte d'enclosure datant de 1793.

Le mouvement des enclosures comprend les changements qui, dès le XIIe siècle et surtout de la fin du XVIe siècle jusqu'au XVIIe siècle, ont transformé, dans certaines régions de l'Angleterre, l'agriculture traditionnelle, qui se faisait jusqu'alors dans le cadre d'un système de coopération et de communauté d'administration de terres appartenant à un seigneur local (openfield, généralement des champs de superficie importante, sans délimitation physique).
Les enclosures, le fait d'enclore des parcelles de terre, ont abouti à réserver l'usage de ces terres seigneuriales à quelques personnes choisies par le propriétaire, chaque champ étant désormais séparé du champ voisin par une barrière, voire une haie comme dans un bocage.
Les enclosures, décidées par une série de lois du Parlement, les [[Inclosure Acts|Inclosure Acts]], marquent la fin des droits d'usage, en particulier des communaux, dont un bon nombre de paysans dépendaient.
Karl Marx considère que ce bouleversement économique et juridique est un point de départ du capitalisme.

## Causes du mouvement
On peut trouver plusieurs raisons à ce mouvement d'enclosure :
- une raison juridique : les potentats locaux souhaitaient conserver l'exclusivité des terres, mais l'absence de cadastre nécessitait de matérialiser les limites foncières ;
- une raison « naturelle » : les haies permettent de parquer les animaux et de se protéger des bêtes errantes ;
- une raison « environnementale » : les haies absorbent l'eau, et les fossés ayant permis la surélévation desdites haies drainent cette eau. On crée soit des haies d'arbres fruitiers (pour améliorer la production agricole) soit des ronciers pour mieux défendre encore les parcelles.

Mais la raison fondamentale est la suppression des droits d'usage (vaine pâture, communaux), ce qui permet désormais la liberté des assolements.

## Historique
Le mouvement des enclosures a commencé en Angleterre au XVIe siècle. Des champs ouverts et pâturages communs cultivés par la communauté ont été convertis par de riches propriétaires fonciers en pâturages exclusifs pour des troupeaux de moutons, en vue du commerce de la laine alors en pleine expansion. Il s'ensuivit un très fort appauvrissement de la population rurale, entraînant parfois des mouvements de révolte, comme dans les Midlands en 1607. Le mouvement des enclosures s'est heurté à une résistance des populations bénéficiaires des communaux, et tout particulièrement des femmes, du XVe au XVIIIe siècle. La révolte la plus connue est la rébellion de Kett en 1549 à Norfolk, du nom de son instigateur, Robert Kett, fermier et tanneur. 16 000 personnes y participèrent et parvinrent à prendre Norwich, alors la deuxième ville d'Angleterre. Un programme de 29 revendications demande notamment l'arrêt des enclosures, la baisse du niveau des rentes et la possibilité pour toute personne de jouir des communaux, ainsi que l'affranchissement des serfs. La répression de la rébellion fait 3 500 morts et les frères Robert et William Kett sont pendus.
En 1607, 37 femmes menées par une « Capitaine Dorothy » essaient de reprendre des communaux à Thorpe Moor dans le Yorkshire.
L’universitaire Silvia Federici met en relation avec la chasse aux sorcières le mouvement des enclosures et la résistance des femmes à la suppression des communs , notant que les régions touchées par les enclosures ont souvent vu par la suite des procès importants pour sorcellerie .
Au XVIIIe siècle, la Chambre des communes vote l'Enclosure Act qui met fin aux droits d'usage et démantèle les communaux.
Selon l'historien Patrick Verley, « l’historiographie a longtemps centré son attention sur le phénomène des enclosures et sur ses conséquences sociales, mais elles ne constituent pas une révolution agricole, elles n’en constituent qu’un préalable, qui n’entraîne pas automatiquement un progrès de la production et de la productivité ».

### Liste des lois
- Inclosure Act 1773 (13 Geo.3 c.81)

Les lois de 1845 à 1882 :
- Inclosure Act 1845 (8 & 9 Vict. c. 118)
- Inclosure Act 1846 (9 & 10 Vict. c. 70)
- Inclosure Act 1847 (10 & 11 Vict. c. 111)
- Inclosure Act 1848 (11 & 12 Vict. c. 99)
- Inclosure Act 1849 (12 & 13 Vict. c. 83)
- Inclosure Commissioners Act 1851 (14 & 15 Vict. c. 53)
- Inclosure Act 1852 (15 & 16 Vict. c. 79)
- Inclosure Act 1854 (17 & 18 Vict. c. 97)
- Inclosure Act 1857 (20 & 21 Vict. c. 31)
- Inclosure Act 1859 (22 & 23 Vict. c. 43)
- Inclosure, etc. Expenses Act 1868 (31 & 32 Vict. c. 89)
- Commons Act 1876 (39 & 40 Vict. c. 56)
- Commons (Expenses) Act 1878 (41 & 42 Vict. c. 56)
- Commons Act 1879 (42 & 43 Vict. c. 37)
- Commonable Rights Compensation Act 1882 (45 & 46 Vict. c. 15)

## Conséquence sociale
« Vos moutons, que vous dites d'un naturel doux et d'un tempérament docile, dévorent pourtant les hommes… »

— Thomas More, L'Utopie, 1516
Le mouvement des enclosures peut être vu comme un mouvement de désintégration sociale. Il s'est accompagné de progrès importants des pratiques agricoles, et est considéré par certains comme marquant la naissance du capitalisme (voir le documentaire Arte de Ilan Ziv Capitalisme, 1er épisode).

## Réactivation de la notion d'enclosure
Depuis la fin du XXe siècle, la réflexion sur les biens communs est réactivée dans différents domaines (écologie, numérique), dans lesquels on parle d'un second mouvement des enclosures.